# Madeline Manning

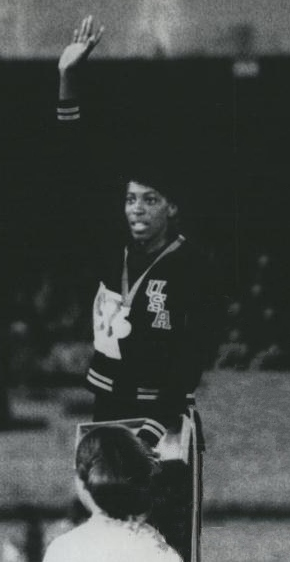
Madeline Manning na olimpíada de 1968

Madeline Manning Mims (Cleveland, 11 de janeiro de 1948) é uma ex-atleta meio-fundista e campeã olímpica norte-americana.
Formada pela Universidade Estadual do Tennessee e considerada a primeira norte-americana a ser realmente de primeira classe internacional nos 800 m, entre 1967 e 1981 ganhou dez títulos nacionais de atletismo  e estabeleceu vários recordes norte-americanos nesta distância. Em sua primeira competição internacional, aos 19 anos, foi medalha de ouro nos Jogos Pan-americanos de 1967, em Winnipeg, Canadá. Nos Jogos da Cidade do México 1968, conquistou o ouro com o tempo de 2m00s9, novo recorde olímpico.
Voltou a competir par defender seu título olímpico em Munique 1972, mas foi eliminada nas semifinais; mesmo assim conquistou uma medalha de prata integrando o revezamento 4x400 m, na primeira vez que esta prova foi disputada em Jogos Olímpicos. Em Montreal 1976 foi novamente eliminada antes das finais o que parecia anunciar que sua carreira estava terminada; porém, quatro anos depois, aos 32 anos, ela venceu as seletivas americanas para o Jogos de Moscou 1980, e só não participou deles por causa do boicote dos Estados Unidos e seus aliados.
Depois de encerrar a carreira, tornou-se uma cantora de jazz e música gospel bastante popular nos Estados Unidos.
Melhores marcas: 400 m – 52.2 (1972); 800 m  – 1:57.90 (1976); 1500 m - 4:14.04 (1980); Milha – 4:54.4 (1975).